# Diablo (série de jeux vidéo)
Pour les articles homonymes, voir Diablo.
Diablo est une série de jeux vidéo d'action et de rôle de type hack 'n' slash développée et publiée par Blizzard Entertainment. Développé par Blizzard North, le premier titre de la série — Diablo — est publié par Blizzard Entertainment en janvier 1997. Le jeu a ensuite bénéficié d'une extension, Diablo: Hellfire, et de deux suites, Diablo II et Diablo III, publiées respectivement en 2000 et 2012. Un épisode dérivé, Diablo Immortal, est sorti en 2022, et un quatrième épisode, Diablo IV, sort en 2023.
Les différents jeux de la série se déroulent dans l'univers médiéval-fantastique de Sanctuaire (le monde des hommes), où s'affrontent les anges des Hauts Cieux et les démons des Enfers ardents. Le joueur y incarne un aventurier qui explore des donjons peuplés de créatures qu'il doit combattre pour gagner de l'expérience et des trésors.
La série est considérée comme ayant réinventé le genre du jeu vidéo de rôle en y introduisant le principe du pointer-et-cliquer et en le rendant plus accessible. Diablo a ainsi fortement influencé l'industrie du jeu vidéo, son système de jeu ayant été repris dans de nombreux titres qualifiés de « clones » ou de « Diablo-like ». Les trois épisodes de la série ont été bien accueillis par la presse spécialisée et ont connu un succès commercial croissant. Les deux premiers Diablo se vendent ainsi respectivement à 2,5 millions et 4 millions d'exemplaires, permettant à la franchise de dépasser les 18,5 millions de titres vendus. De son côté, Diablo III s'est vendu à plus de dix millions d'exemplaires en seulement deux mois.

## Liste des jeux
| 1997 | Diablo                              |
| 1997 | Diablo: Hellfire                    |
| 1998 |                                     |
| 1999 |                                     |
| 2000 | Diablo II                           |
| 2001 | Diablo II: Lord of Destruction      |
| 2002 |                                     |
| 2003 |                                     |
| 2004 |                                     |
| 2005 |                                     |
| 2006 |                                     |
| 2007 |                                     |
| 2008 |                                     |
| 2009 |                                     |
| 2010 |                                     |
| 2011 |                                     |
| 2012 | Diablo III                          |
| 2013 |                                     |
| 2014 | Diablo III: Reaper of Souls         |
| 2014 | Diablo III: Ultimate Evil Edition   |
| 2015 |                                     |
| 2016 |                                     |
| 2017 | Diablo III: Rise of the Necromancer |
| 2018 | Diablo III: Eternal Collection      |
| 2019 |                                     |
| 2020 |                                     |
| 2021 | Diablo II: Resurrected              |
| 2022 | Diablo Immortal                     |
| 2023 | Diablo IV                           |
| 2024 | Diablo IV: Vessel of Hatred (en)    |

- Extension
- Compilation
- Remaster

- 1997 : Diablo sur Windows, Mac OS
- 1997 : Diablo: Hellfire (extension développée par Synergistic Software)
- 1998 : Diablo sur PlayStation
- 2000 : Diablo II sur Windows et Mac OS
- 2001 : Diablo II: Lord of Destruction sur Windows et Mac OS (extension)
- 2012 : Diablo III sur Windows et Mac OS
- 2013 : Diablo III sur PlayStation 3 et Xbox 360
- 2014 : Diablo III: Reaper of Souls sur Windows et Mac OS (extension)
- 2014 : Diablo III: Ultimate Evil Edition, incluant Diablo III et son extension, sur PlayStation 3, PlayStation 4, Xbox 360 et Xbox One.
- 2017 : Diablo III: Rise of the Necromancer, un pack ajoutant la classe du nécromancien, pour les versions Windows et Mac OS.
- 2018 : Diablo III: Eternal Collection, sur Nintendo Switch, incluant Diablo III, ses extensions et des bonus propres à cette version.
- 2021 : Diablo II: Resurrected, une version remake de Diablo II, sortie le 23 septembre 2021 sur Windows, PlayStation 5, PlayStation 4, Xbox Series, Xbox One et Nintendo Switch[1]
- 2022 : Diablo Immortal sur Android, iOS et Microsoft Windows[2].
- 2023 : Diablo IV, sur Windows, PlayStation 4, PlayStation 5, Xbox One et Xbox Series[3].

## Trame

### Univers
La série Diablo prend place dans un monde imaginaire de type médiéval-fantastique au sein duquel le monde des hommes, Sanctuaire, est le théâtre d'affrontement entre anges et démons. Sanctuaire fut jadis créé par des anges et des démons renégats, lassés de la Guerre Eternelle entre leurs factions. Leur progéniture, les Nephalems, furent les premiers humains. Lorsque les anges des Hauts Cieux découvrirent l'existence de Sanctuaire, ils décidèrent tout d'abord de détruire ce monde mais les hommes furent finalement épargnés grâce à l'intervention de l'archange Tyraël. Plus tard, à la suite d'une révolte, les trois Démons Primordiaux (Diablo, Baal et Mephisto) furent bannis des enfers par leurs subordonnés (les quatre Démons inférieurs) et exilés sur Sanctuaire. Les seigneurs démons semèrent alors la discorde et la destruction dans les royaumes de l'Orient jusqu'à ce qu'un clan de mages appelés les Horadrims et menés par l'archange Tyraël réussisse à les vaincre. Les Horadrims enfermèrent alors les trois démons dans des pierres d'âmes qui furent ensuite cachées dans trois forteresses aujourd'hui oubliées.

### Scénario
Peu avant les événements racontés dans le premier Diablo, un seigneur nordique du nom de Léoric s'autoproclame roi de Khanduras et s'installe dans l'ancien monastère de Tristram où Diablo avait jadis été enfermé. Peu après son arrivée, le démon se réveille et s'insinue peu à peu dans les cauchemars du conseiller du roi qui finit par retrouver la pierre d'âme de Diablo et la briser. Libéré de sa prison, le démon parvient ensuite à corrompre le roi Léoric et le persuade de se lancer dans des guerres inutiles. Profitant de son absence, il fait enlever le fils du roi et prend possession de son esprit, transformant les cauchemars de celui-ci en créatures démoniaques qui envahissent les souterrains du monastère. Son contrôle sur le jeune prince étant total, Diablo parvient enfin à reprendre sa forme d'origine.
Le premier Diablo débute peu de temps après dans le village de Tristram dans lequel un aventurier est venu enquêter sur les étranges événements survenus dans la région. Celui-ci parvient à descendre au plus profond des souterrains et catacombes du monastère, débouchant ainsi en enfer. Lors de son exploration, il aide régulièrement les habitants de Tristram et réussit à tuer de nombreuses créatures maléfiques comme un démon appelé le Boucher qui tue ses victimes à l'aide d'un hachoir dans une pièce recouverte de cadavres ensanglantés. Il rencontre notamment l'érudit Deckard Cain qui lui révèle être le dernier membre de l'ordre des Horadrims. Au plus profond de l'enfer, le héros parvient à tuer Diablo puis décide de s'enfoncer la pierre d’âme du démon dans son propre crâne, espérant ainsi canaliser le démon pour l'emprisonner définitivement. De retour à la surface, il est acclamé par les habitants de Tristram mais reste distant et ne sort que rarement de son mutisme. Le soir de la fête organisée en son honneur, il s’éclipse discrètement et est plus tard rejoint par Cain à qui il annonce alors son départ en murmurant que ses « frères l’attendent dans l’est » et que « leurs chaînes ne doivent pas les lier plus longtemps ». Le héros quitte le village le lendemain, et peu après son départ des créatures des enfers reviennent hanter la région, tuant les habitants de Tristram et faisant prisonnier Cain.
Le second volet de l'aventure, Diablo II, commence peu de temps après, dans le campement des Sœurs de l’œil aveugle qui ont été chassées de leur monastère par des créatures démoniaques apparues dans la région à la suite du passage du héros de Diablo. L'aventurier qu’incarne le joueur décide d'aider les Rogues à lutter contre les démons, puis parvient à libérer Deckard Cain. Celui-ci lui révèle alors que l’aventurier qui avait vaincu Diablo est maintenant possédé par le démon et qu’il est en marche pour libérer ses frères. Pour le poursuivre, l'aventurier délivre le monastère de l’invasion démoniaque, libérant ainsi la route vers la cité de Lut Golein. Dans le désert qui entoure la ville, il découvre la tombe de Tal Rasha dans laquelle est emprisonné Baal. Le héros arrive cependant trop tard et apprend que Baal a été libéré. La poursuite continue alors dans la jungle du Kejhistan jusqu’à la ville de Kurast où est emprisonné Mephisto. Après l'avoir vaincu, l'aventurier découvre le portail ouvert par Diablo pour retourner en enfer. Après avoir traversé ce dernier, il retrouve Diablo, qui a retrouvé sa forme d’origine, et parvient à l'éliminer. Après la défaite de Diablo, dans Diablo II: Lord of Destruction, le seigneur démon Baal parvient à s’emparer de sa propre pierre d’âme et se dirige vers le mont Arreat où est cachée la Pierre-Monde qui protège Sanctuaire. Tyraël conduit alors le héros jusqu'à la cité d’Harrogath, où ce dernier commence à traquer le démon. Après avoir vaincu les anciens qui gardent l’entrée du temple où est cachée la Pierre-Monde, le joueur retrouve Baal et parvient à le vaincre. La Pierre-Monde ayant été corrompue, Tyraël se voit forcé de la détruire.
Diablo III débute 20 ans après les évènements de Diablo II, alors qu’une mystérieuse étoile s’écrase sur la cathédrale de Tristram et entraîne la disparition de Deckard Cain. Peu après, le personnage contrôlé par le joueur arrive dans la Nouvelle Tristram où il fait la connaissance de Léah, la nièce de Cain. Après avoir sauvé ce dernier, il découvre que l’objet tombé du ciel est en fait un homme ayant perdu la mémoire qui le charge alors de retrouver l’épée qu’il a perdu dans sa chute. Cette épée est également convoitée par la sorcière Maghda qui enlève alors Cain, pour le forcer à reconstituer l’épée, avant de le tuer. Le joueur parvient finalement à restituer l’épée à l’étranger tombé du ciel qui lui révèle être l’archange Tyraël et le prévient de l’arrivée dans Sanctuaire des démons Belial et Asmodan, respectivement les seigneurs du mensonge et du péché. Le joueur poursuit ensuite Maghda jusqu'à la cité de Caldeum. Après l’avoir tué, il sauve la mère de Léah, la sorcière Adria, qui lui révèle l’existence d’une pierre d’âme noire permettant d’emprisonner et détruire les seigneurs des Enfers. Après avoir récupéré cette dernière, le joueur affronte Belial et parvient à emprisonner son âme. Accompagné de Tyraël, Adria et Léah, le joueur se rend ensuite au donjon de la Redoute qui subit les assauts des forces du démon Asmodan. Ayant repoussé les troupes de ce dernier et détruit ses machines de sièges, le joueur se rend au mont Arreat où il défait le seigneur du péché avant d’emprisonner son âme dans la pierre d'âme noire. C’est alors qu’Adria trahit le joueur et s’empare de la pierre qui contient maintenant les âmes des sept seigneurs des Enfers. La sorcière révèle qu’elle est à la solde de Diablo et que Leah est en fait la fille du héros qui avait vaincu Diablo à Tristram avant de se faire posséder par celui-ci (le prince Aidan). Sacrifiant sa fille, Adria ramène Diablo à la vie et celui-ci utilise les âmes contenues dans la pierre pour devenir le Démon Primordial. Maître unique des légions démoniques, il part alors conquérir les Hauts Cieux. Le joueur parvient finalement à l’en empêcher et à le défaire. Les Cieux sont aussi sauvés, et les archanges contraints de remercier les hommes pour leur aide. Tyraël, conservant son corps mortel, retrouve une place au sein du conseil des Angiris, occupant désormais la place de l'aspect de la sagesse. Dans Diablo III: Reaper of Souls, le Nephalem incarné par le joueur fait face à Malthaël, ancien aspect de la sagesse devenu l'ange de la mort. Celui-ci, conscient que les hommes sont à la fois les héritiers des anges et des démons, souhaite les éradiquer pour détruire la part démoniaque qui vit en eux. Le Nephalem finit par traquer Malthaël jusque dans la forteresse de Pandemonium et triompher de lui.

## Système de jeu
Les Diablo sont des jeux vidéo d'action et de rôle de type hack 'n' slash dans lesquels le joueur contrôle en temps réel, via une interface en pointer-et-cliquer, un personnage devant explorer des donjons peuplés de monstres. En les tuant ou en accomplissant des quêtes, le personnage accumule de l'expérience qui lui permet de devenir plus puissant. La quantité de points d'expérience détermine en effet le niveau du personnage, chaque passage à un niveau supérieur permettant au joueur de renforcer les caractéristiques de son personnage. Dans le jeu, le joueur est également amené à trouver ou à acheter des armes et des armures dont il peut équiper son personnage pour le rendre plus fort.

## Développement
Le premier Diablo a été créé par le studio Condor Software, basé à San Mateo en Californie et fondé en 1993 par Max Schaefer, Erich Schaefer et David Brevik. À l'origine, le studio ne développe que des titres pour consoles peu prometteurs comme Planet Soccer ou Justice League Task Force sur lesquels ils travaillent d'après David Brevik « dans l'espoir de pouvoir un jour développer leurs propres titres ». Après une rencontre avec Allen Adham, un des fondateurs de Blizzard Entertainment, David Brevik met sur la table une idée de jeu vidéo au tour par tour fonctionnant sous DOS et inspiré des jeux en ASCII Moria et Angband sur laquelle il réfléchissait depuis le lycée. Le projet intéresse Blizzard Entertainment qui proposera divers changements au cours du développement, comme le passage d'un système de jeu au tour par tour à un système de jeu en temps réel et le port du jeu sur Windows 95 au lieu de DOS. La relation entre Condor Software et Blizzard Entertainment se révélant fructueuse, les deux studios vont peu à peu se rapprocher jusqu'à ce qu'en 1996, soit quelques mois avant la sortie de Diablo, Blizzard Entertainment persuade sa maison mère Davidson and Associates de racheter Condor Software qui est alors renommé Blizzard North. L'équipe de développement principale de Diablo compte alors moins de vingt personnes, mais bénéficie d'un support poussé de la part de Blizzard Entertainment avec notamment de fréquentes visites d'une task force constituée de développeurs chargés de proposer des améliorations ou des changements à apporter au jeu ou à la façon de fonctionner de l'équipe de Blizzard North. L'ajout d'un mode multijoueur permettant de jouer en réseau local ou sur Internet est évoqué six mois avant la sortie du jeu par Blizzard Entertainment qui souhaite s'inspirer du système mis en place pour  Warcraft II: Tides of Darkness. Diablo est alors en partie recodé pour permettre le jeu à plusieurs et Blizzard Entertainment développe Battle.net, sa plate-forme gratuite de jeu sur Internet, disponible à la sortie du jeu en janvier 1997,,.
À la suite du succès du premier Diablo, Blizzard Entertainment confie à Synergistic Software le développement d'une extension appelée Diablo: Hellfire qui est publiée par Sierra Entertainment en novembre 1997 en Amérique du Nord et en 1998 en Europe,,. Bien que n’étant pas impliquée dans la création de Hellfire, l’équipe de Blizzard North ne lance le développement de Diablo II que plusieurs mois après la sortie de Diablo, le temps, d’après Erich Schaefer, de « récupérer et de réfléchir à de nouvelles idées ». L’équipe de développement ne compte au départ que 24 personnes réparties en trois équipes (dédiées à la programmation et à la création des personnages et des décors), mais est épaulée par le studio Blizzard Entertainment basé à Irvine pour certains aspects du développement comme la programmation de Battle.net ou la création des cinématiques. La sortie du jeu est initialement prévue pour l’été 1998 mais le développement prend beaucoup de retard et il faudra plus de trois ans et 40 personnes pour terminer le jeu qui sort finalement le 29 juin 2000 dans le monde,.
À la suite du succès de Diablo II, l'équipe de Blizzard North commence le développement de Diablo III en 2001 mais en mai 2003, Max Schaefer, Erich Schaefer et David Brevik - qui avaient fondé le studio en 1993 - et Bill Roper quittent la société pour fonder Flagship Studios. Ils sont rejoints dans les mois qui suivent par d'autres anciens membres de l'équipe de développement de Diablo comme Kenneth Williams, David Glenn, Peter Hu, Phil Shenk, et Tyler Thompson. À la suite de ces nombreux départs, Blizzard Entertainment décide en 2005 de fusionner la filiale basée à San Mateo avec leur siège d'Irvine. Blizzard doit alors remanier et renforcer l'équipe travaillant sur le projet en recrutant de nouveaux développeurs,. Jay Wilson, ancien concepteur chez Relic Entertainment ayant notamment travaillé sur Warhammer 40,000: Dawn of War et Company of Heroes, est nommé concepteur en chef du projet et Leonard Boyarsky, un des créateurs de Fallout, est nommé concepteur principal. La version du jeu développée par Blizzard North est alors bien avancée mais Blizzard ne juge pas celle-ci satisfaisante et décide de recommencer le développement à partir de rien en développant notamment de nouvelles technologies et outils de développement,. L'équipe du projet, alors composée de 50 personnes, va ainsi réviser à trois reprises l'aspect visuel du jeu au cours des trois années suivantes. Le système de jeu subit également de profondes modifications, Rob Pardo notant que s'ils souhaitaient au départ inclure plus de quêtes et d’éléments de jeu de rôle, l'influence de jeux comme God of War ou The Legend of Zelda les avaient poussés à s'orienter vers un jeu se focalisant plus sur l'action,. Après trois ans de développement, le jeu est finalement annoncé le 28 juin 2008 lors du Blizzard Worldwide Invitational. Il n’est cependant publié que quatre ans plus tard, le 15 mai 2012.

## Accueil

### Critiques
Les trois volets de la série principale ont reçu un très bon accueil de la presse spécialisée.
À sa sortie, Diablo est ainsi encensé par les critiques, aussi bien pour sa réalisation que pour son système de jeu,. La presse met notamment en avant son interface intuitive, son gameplay addictif et la rejouabilité apportée par son système de génération aléatoire de niveaux. Son mode multijoueur, qui offre la possibilité de jouer facilement et gratuitement sur Internet via Battle.net, est également jugé réussit,. Cela permet à Diablo d'être jugé indispensable et d'être élu jeu de l'année ou jeu de rôle de l'année par de nombreuses publications.
En 2000, Diablo II est lui aussi encensé par la presse spécialisée. Au niveau de la réalisation, les critiques jugent que le jeu compense sa résolution trop limitée par la richesse de ses décors et pour la grande qualité de ses effets sonores, de ses musiques et de ses cinématique,. De son côté, le gameplay du jeu est décrit comme étant toujours aussi addictif, notamment grâce à ses cinq classes de personnages inédites, à son système d'arbre de compétences et à ses environnements plus vastes et plus variés. Le jeu obtient ainsi de nombreuses récompenses en 2000 et, rétrospectivement, il reste considéré comme un des meilleurs, voire le meilleur, action-RPG de tous les temps,. La presse spécialisée souligne également son incroyable longévité, les serveurs du jeu continuant d'attirer les joueurs plus de dix ans après sa sortie.
Comme ses prédécesseurs, Diablo III est accueilli de manière enthousiaste par la presse, aussi bien pour sa réalisation que pour son gameplay. À la sortie du jeu, les critiques jugent en effet que ses graphismes, ses effets sonores et ses musiques sont réussies et qu'ils sont adaptés à l'ambiance sombre du jeu. Son système de jeu est lui présenté comme étant fidèle au reste de la série tout en incorporant d’importantes nouveautés dont un nouveau système de compétences. Les critiques sont en revanche sceptiques sur son nouveau système d'équipement et sur l'arrivée d'un hôtel des ventes permettant de revendre les objets trouvés dans le jeu. Elles regrettent également qu'il soit impossible de jouer sans être connecté aux serveurs de Battle.net. Dans les mois suivant sa sortie, de nouvelles critiques de son système de jeu sont mises en lumière par certains journalistes spécialisés qui regrettent en particulier qu'il ne soit pas aussi prenant que Diablo II sur le long terme et qu'il est trop souvent nécessaire de passer par l'hôtel des ventes pour avancer dans le jeu.
Le remake de Diablo II, Diablo II: Resurrected, sorti en 2021, reçoit également une majorité de critiques favorables malgré un gameplay jugé comme étant quelque peu daté. La qualité de ses graphismes fait l'unanimité, considérée comme à la fois impressionnante et respectueuse du jeu originel.

### Ventes
La série connaît un important succès commercial dès la sortie du premier Diablo. Celui-ci dépasse en effet rapidement le million d'exemplaires vendus, ce qui lui permet de décrocher la troisième place des meilleures ventes de jeux vidéo en 1997 après Riven et Flight Simulator. Au total, le jeu s’est vendu à plus de 2,5 millions d'exemplaires dans le monde,,.
Anticipant un succès similaire pour le deuxième volet de la série, Blizzard Entertainment met plus de deux millions de copies de Diablo II en vente le jour de sa sortie, ce qui en fait plus important lancement jamais vu pour un jeu vidéo sur PC. Le succès est au rendez-vous, le jeu se vendant à 184 000 exemplaires le jour de sa sortie et devenant le premier jeu vidéo sur PC à dépasser le million d’exemplaires vendus en moins de deux semaines,. Son succès est tel que dans un premier temps, les serveurs du jeu ne parviennent pas à gérer l’important afflux de joueurs, la fréquentation de Battle.net étant passé de 4,5 millions de joueurs en 1999 à 8,75 millions fin 2000,. Un an après sa sortie, le jeu dépasse les quatre millions d’exemplaires vendus,. Son extension, Diablo II: Lord of Destruction, connaît un succès similaire avec plus d’un million d’exemplaires vendus en deux mois, devenant ainsi l’extension d’un jeu PC la plus rapidement écoulée de l'époque. Son succès, associé à celui des deux premiers volets de la série, permet à la franchise de dépasser les 18,5 millions de titres vendu en 2008.
Comme les précédents titres de la série, Diablo III connaît rapidement un important succès commercial avec plus de 3,5 millions de titres vendus le premier jour. Dès juillet 2012, il dépasse la barre des 10 millions de jeux vendus avant de dépasser les quinze millions en février 2014,.

## Postérité

### Influence
Bien que le temps réel ou le concept de génération aléatoire des niveaux aient déjà été utilisés dans des jeux vidéo de rôle comme Dungeon Master ou Rogue dès les années 1980, Diablo est considéré comme ayant réinventé le genre en introduisant le principe du pointer-et-cliquer et en le rendant plus accessible,. Il est considéré comme l'un des jeux vidéo les plus influents de l'histoire, son impact étant comparé à celui de Sim City, Populous, Dune II ou de Doom,,. La série a en effet influencé de nombreux développeurs qui reprennent des éléments de son système de jeu dans des titres – comme Darkstone, Nox, Throne of Darkness, Dungeon Siege et Divine Divinity – que les journalistes qualifient souvent de « clone » ou de « Diablo-like ».

### Produits dérivés

#### Romans et nouvelles
- Demonsbane (2000) de Robert B. Marks
- Legacy of Blood (2001) de Richard A. Knaak (traduction française : La Loi du sang)
- The Black Road (2002) de Mel Odom (traduction française : Le Sentier de la damnation)
- The Kingdom of Shadow (2002) de Richard A. Knaak (traduction française : Le Royaume des ombres)
- Moon of the Spider (2005) de Richard A. Knaak (traduction française : La Lune de l’araignée)
- The Sin War (2006) de Richard A. Knaak (traduction française : La Guerre du péché) 
  - Birthright (traduction française : Droits du sang)
  - Scales of the Serpent (traduction française : Les Écailles du serpent)
  - The Veiled Prophet (traduction française Le prophète voilé)
- Diablo III: Book of Cain (2011) de Flint Dille (traduction française : Le livre de Caïn)
- Diablo III: The Order (2012) de Nate Kenyon (traduction française : L'ordre)
- Diablo III : Heroes Rise, Darkness Falls (2012) (traduction française : Dans les ténèbres naissent les héros)
- Diablo III: Book of Tyrael (2013) de Burns Matt et Alexander Doug (traduction française : Le livre de Tyraël)
- Diablo III: Storm of Light (2014) de Nate Kenyon (traduction française : Diablo III: Tempête de lumière)

#### Comics
- Tales of Sanctuary (2001) de Phil Amara, Dave Land et Francisco Ruiz Velasco (traduction française : Diablo : Le Sanctuaire)
- Diablo III: Sword of Justice (2011) de Aaron Williams (traduction française : Diablo III : L'épée de justice)

#### Jeu de société
- Dungeons & Dragons — Boardgame — Diablo II Edition

#### Jeu de rôle
- Dungeons & Dragons — Adventure Game — Diablo II Edition (2000) de Bill Slavicsek et Eff Grubb
- Dungeons & Dragons — Diablo II: The Awakening
- Dungeons & Dragons — Diablo II: Diablerie
- Dungeons & Dragons — Diablo II: To Hell and Back